# Eleição presidencial no Kansas em 2008
A eleição presidencial de 2008 no estado norte-americano do Kansas ocorreu em 4 de novembro de 2008, assim como em todos os 50 estados e o Distrito de Colúmbia. Os eleitores escolheram quatro representantes, além do presidente e vice-presidente. 
No Kansas, o candidato vitorioso foi o republicano John McCain que recebeu 14 % de votos a mais que o segundo colocado no estado, Barack Obama, do Partido Democrata.